# 奈解尼師今
奈解尼師今（なかい にしきん、生年不詳 - 230年）は、新羅の第10代の王（在位:196年 - 230年）であり、先代の伐休尼師今の第2子伊買の子。姓は昔。母は第6代祇摩尼師今の娘の内礼夫人、王妃は第11代の助賁尼師今の妹。伐休尼師今が196年4月に死去したとき、太子の骨正と王子の伊買は既に亡くなっており、嫡孫（後の助賁尼師今）がまだ幼かったために、同じ孫のうちで能力に優れたところのある奈解が王に立てられた。

## 治世
百済や靺鞨、倭人の侵攻を受けたが、太子の昔于老と、伊伐飡に取り立てた王子の昔利音とを用いてよく反撃させた。214年7月には百済が腰車城（忠清北道報恩郡？）を攻めて城主の薛夫を殺したため、奈解尼師今は昔利音に命じて百済に反撃させ、沙峴城（慶尚北道聞慶市籠岩面沙峴里？）を陥落させた。218年7月には百済軍が獐山（慶尚北道慶山市）を包囲したので、奈解尼師今自らが出撃して百済軍を敗走させた。222年10月には百済が牛頭州（江原道春川市）に侵入し、昔利音の死後に伊伐飡となった忠萱が迎撃したが、熊谷（江原道春川市東南甘渓？）まで出撃したところで百済軍に敗れた。224年7月には烽山（慶尚北道栄州市）の麓で百済軍と戦って、首級1千余の戦果を挙げた。
201年には伽耶が講和を求めてきており、以後伽耶とは親密な関係を保った。209年には浦上の八国が連合して伽耶を攻めようとした折には、伽耶の王子が救援を求めてきたことに対し、昔于老と昔利音とを派遣してこれを救わせた。これを受けて212年には伽耶の王子が人質として新羅に送られてきた。
内政面では210年と226年の2回、長期の日照りに見舞われたことから、獄舎につながれている囚人の再審理を行い、罪の軽い者を釈放した。
在位35年にして230年3月に死去した。埋葬地は伝わらない。